# NGC 6677
NGC 6677 (другие обозначения — UGC 11290, ZWG 322.47, MCG 11-22-57, 7ZW 814, ZWG 323.2, ARAK 541, KAZ 209, KUG 1833+670, VV 672, PGC 62035) — галактика в созвездии Дракон.
Этот объект входит в число перечисленных в оригинальной редакции «Нового общего каталога».